# Team Iron
El Team Iron (en español: Equipo de Hierro) es una franquicia húngara de natación profesional, que participa en la Liga Internacional de Natación. Tiene sede en la ciudad de Budapest y se fundó en 2019.

## Historia

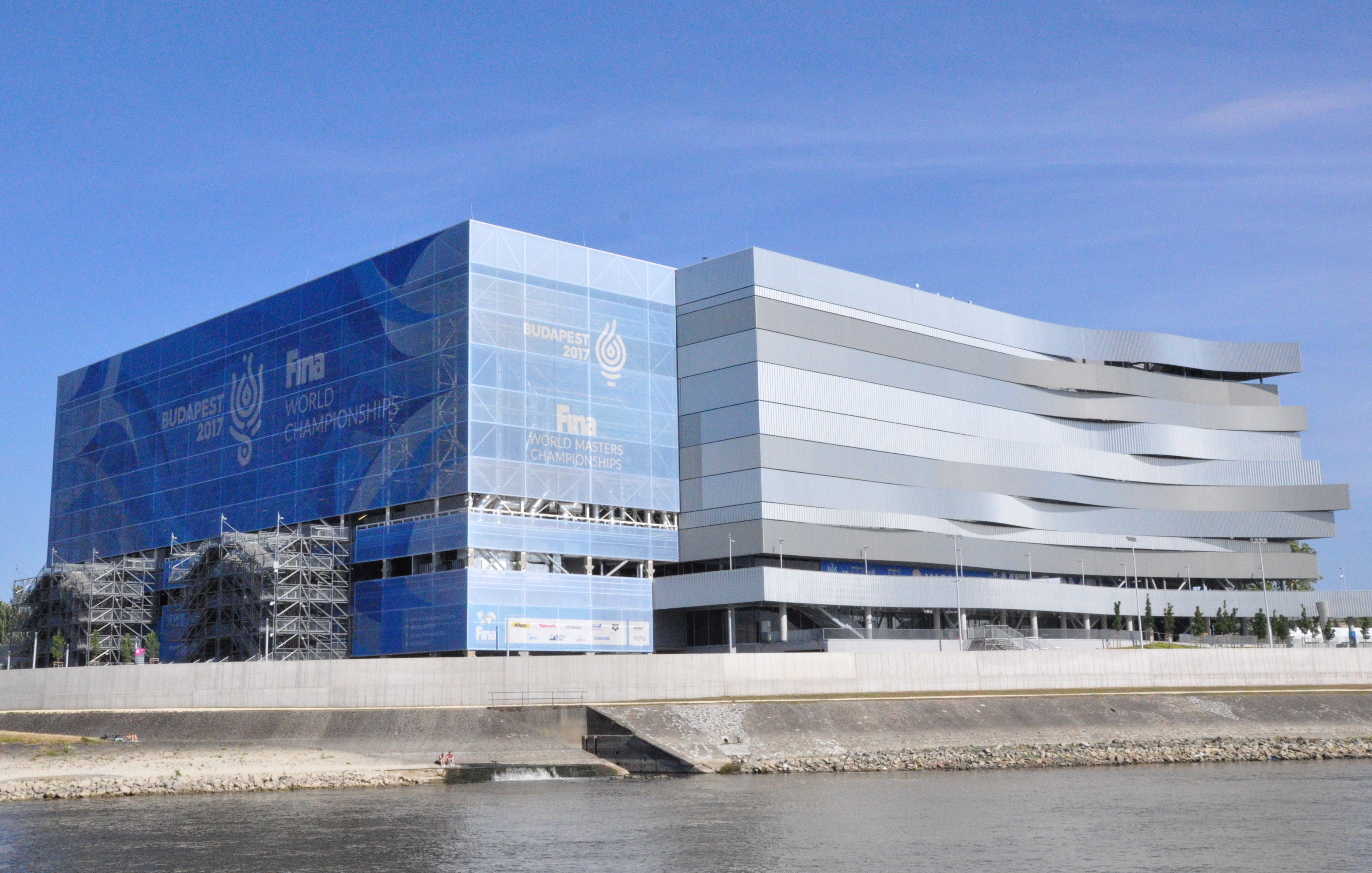
Arena Danubio, centro acuático del equipo.

La franquicia es una de las fundadoras de la ISL, habiéndose formado en 2019. La mayor accionista y por tanto propietaria del equipo es Katinka Hosszú, también la capitana y su atleta más importante.
Su nombre se inspiró en la cortina de Hierro, situación política que vivió el país cuando era la República Popular de Hungría y lleva en su logo un dragón, inspirado en el colacuerno húngaro de la novela Harry Potter y el cáliz de fuego.
El equipo compite y se entrena en el modernísimo Arena Danubio, centro acuático inaugurado para el Campeonato Mundial de Natación de 2017.

## Plantel 2021

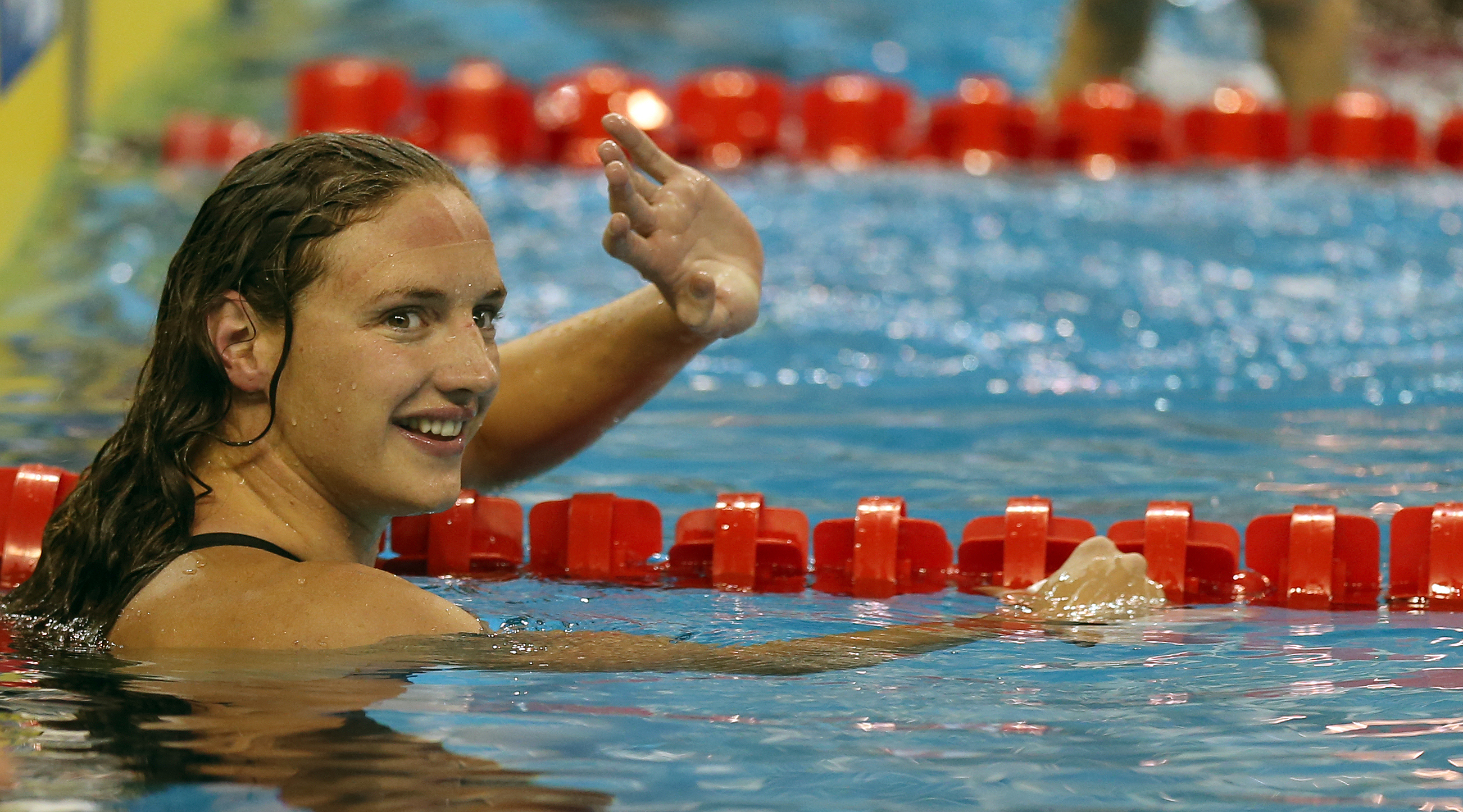
Katinka Hosszú, emblema de la franquicia.

Se indica solo el estilo más destacado del nadador.

### Mujeres
| Nadadora            | Edad    | Estilo   |
| ------------------- | ------- | -------- |
| Emilie Beckmann     | 28 años | Mariposa |
| Mélanie Henique     | 32 años | Mariposa |
| Danielle Hill       | 25 años | Espalda  |
| Katinka Hosszú      | 35 años | Medley   |
| Ida Hulkko          | 26 años | Pecho    |
| Ranomi Kromowidjojo | 34 años | Crol     |
| Ingeborg Løyning    | 24 años | Espalda  |
| Veronika Popova     | 34 años | Medley   |
| Silvia Scalia       | 29 años | Medley   |
| Kierra Smith        | 31 años | Medley   |
| Jenna Strauch       | 27 años | Pecho    |
| África Zamorano     | 27 años | Medley   |

### Varones
| Nadador          | Edad    | Estilo  |
| ---------------- | ------- | ------- |
| Andrej Barna     | 27 años | Crol    |
| Robert Glință    | 27 años | Espalda |
| Erik Persson     | 31 años | Pecho   |
| Matthew Richards | 22 años | Crol    |
| Dávid Verrasztó  | 36 años | Medley  |
| ¿?               | 29 años | ¿?      |
| ¿?               | 29 años | ¿?      |
| ¿?               | 29 años | ¿?      |
| ¿?               | 29 años | ¿?      |
| ¿?               | 29 años | ¿?      |

## Desempeño
Durante la temporada inaugural, terminaron terceros en la conferencia europea y no pudieron avanzar a la Gran Final organizada en el Mandalay Bay Resort and Casino, en Las Vegas.
El equipo acogió uno de los siete partidos en el Arena Danubio, donde quedó segundo frente al público local. Los equipos visitantes fueron LA Current, el London Roar y los New York Breakers.